# Mikołaj Kloch
Mikołaj Kloch herbu Kornic – dworzanin Władysława II Jagiełły.
W 1431 roku król zapisał mu 100 grzywien na mieście Jałtuszkowie i wsi Letniowce na Podolu. Posiadał jeszcze Putiatyńce, koło Rohatyna w ziemi halickiej. W ziemi sanockiej posiadał Strachocinę.